# Musse Pigg & C:o
Musse Pigg & C:o var en svensk serietidning med Disneyserier, utgivningstakten var omväxlande 6 eller 12 nummer per år. 
Den ersatte Kalle Anka Extra vid halvårsskiftet 1980. Vid helårsskiftet 2019/2020 blev den ersatt av Musse Piggs deckargåtor.

## Historia
1980 bytte tidningen Kalle Anka Extra namn till Musse Pigg & C:o. Omfånget för den nya tidningens var - precis som för Kalle Anka Extra och dåvarande Kalle Anka & C:o - 36 sidor. Namnbytet till trots så stod fortfarande Kalle Anka, inte Musse Pigg, i fokus för tidningens serier - omslag och redaktionellt material var dock helt vigda för Musse. Under det första året hämtades innehållet främst från den amerikanska och italienska serieproduktionen, med enstaka danskproducerade serier som utfyllnad. Steg för steg gavs dock det danska materialet mer och mer utrymme och 1982 hade de tagit över som tidningens bärande inslag. Allt detta fick till följd att tidningens serieinnehåll under några år kom att likna Kalle Anka & C:o intill förväxling.
1984 förändrades dock detta något. Tidigare hade en Kalle Anka-serie fått inleda varje utgåva, men nu flyttades dessa till tidningens senare hälft, och istället kom varje tidning att inledas med figuren som gav tidningen dess namn. Under åren 1984-1986 återkom också de amerikanska serierna och utrymmet delades ganska jämnt mellan dessa och den danska produktionen. I och med nummer 3/1987 försvann dock det amerikanska materialet i de närmaste totalt och istället kom varje nummer att inledas av en Musse-serie producerad i Frankrike. Detta upplägg, med en fransk Musse-serie som varje tidnings huvudnummer, uppbackat med danska Kalle-serier, blev sedan tidningens upplägg under flera år.
Under 1990-talets första år testades genom Musse Pigg & C:o en handfull serier av Don Rosa för den svenska publiken.
1992 övergick tidningen till att enbart komma ut med 68 sidor tjocka dubbelnummer, vilket i praktiken innebar att tidningen fick varannanmånadsutgivning. I samband med detta försvann också de franska serierna, och innehållet kom under de följande åren att nästan uteslutande hämtas från Danmark. 
1996 gick man tillbaka till månadsutgivning, nu med 40 sidor/nummer, för att 1998 gå ner till sex 40-sidiga nummer/år.
Under hela sin levnad hade Musse Pigg & C:o så gott som uteslutande innehållit nya serier, men med start i numret 1/1999 ändrades detta och tidningen fick ett nytt upplägg; Nu övergick tidningen till att huvudsakligen förlita sig på repriser av Kalle-serier från Kalle Anka & C:o - med en fransk Musse-serie som uppbackning i varje nummer. Från och med 2003 blev de nyproducerade serierna allt mer sällsynta.
Med start i nummer 3/2006 inleddes en vad som kan beskrivas som en nysatsning på tidningen: den blev tjockare, 52 sidor, och man började publicera material från den framgångsrika italienska Disneytidningen X-Mickey, vars innehåll inspirerats av klassiska svartvita skräckfilmer.
Nummer 6/2019 blev det sista numret av Musse Pigg & C:o. Vid årsskiftet 2019-2020 blev tidningen ersatt av Musse Piggs Deckargåtor.

## Utgivning
Musse Pigg & C:o gavs ut av Egmont Kärnan (tidigare Hemmets Journals förlag, Serieförlaget och Egmont Serieförlaget).
Utgivningsfrekvens
- 1980: 6 nr
- 1981–1991: 12 nr
- 1992–1995: 12 nr (6 utgåvor)
- 1996: 12 nr
- 1997: 12 nr (9 utgåvor)
- 1998– 2003: 6 nr
- 2004-2005: 7 nr
- 2006-2019: 6 nr